# Esquerra Unida Anticapitalista
Esquerra Unida Anticapitalista (grec Ενωτική Αντικαπιταλιστική Αριστερά, ENANTIA) és una coalició política grega d'extrema esquerra fundada el 2007 pel Partit Socialista dels Treballadors (SEK), l'Organització de Comunistes Internacionalistes de Grècia-Spartacus (OKDE Spartakos), Recomposició d'Esquerra (Aristeri Anasynthesi, ARAN) i Grup d'Esquerra Anticapitalista (Aristeri Antikapitalistiki Syspirosi, ARAS). A les eleccions legislatives gregues de 2007 va obtenir 10,595 vots (0,15%).